# فهرست وابسته‌های دیپلماتیک تاجیکستان

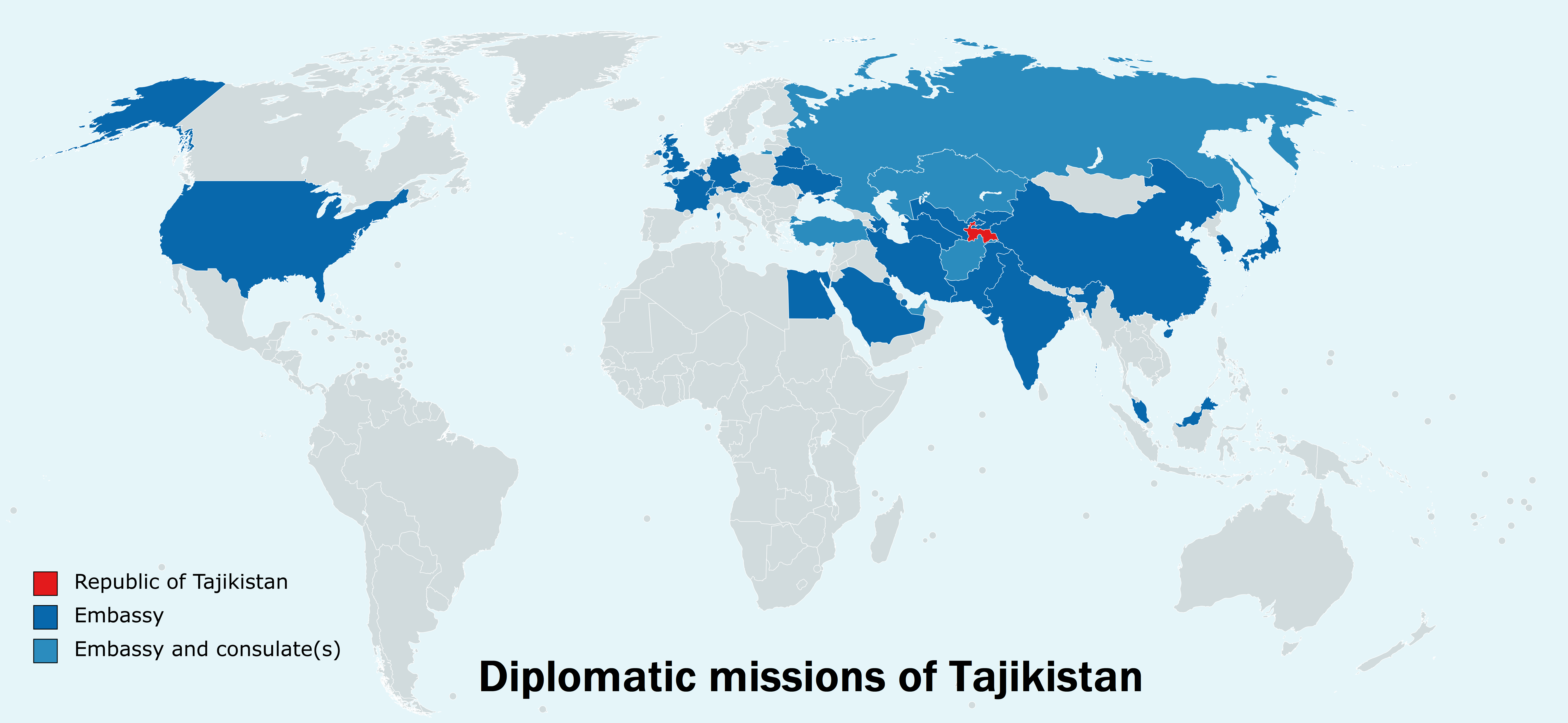
نقشه نمایندگی‌های دیپلماتیک تاجیکستان

این فهرست فهرست سفارت‌های تاجیکستان به جز کنسولگری‌های افتخاری است. تاجیکستان کشوری محصور در خشکی در آسیای میانه است.

## آفریقا

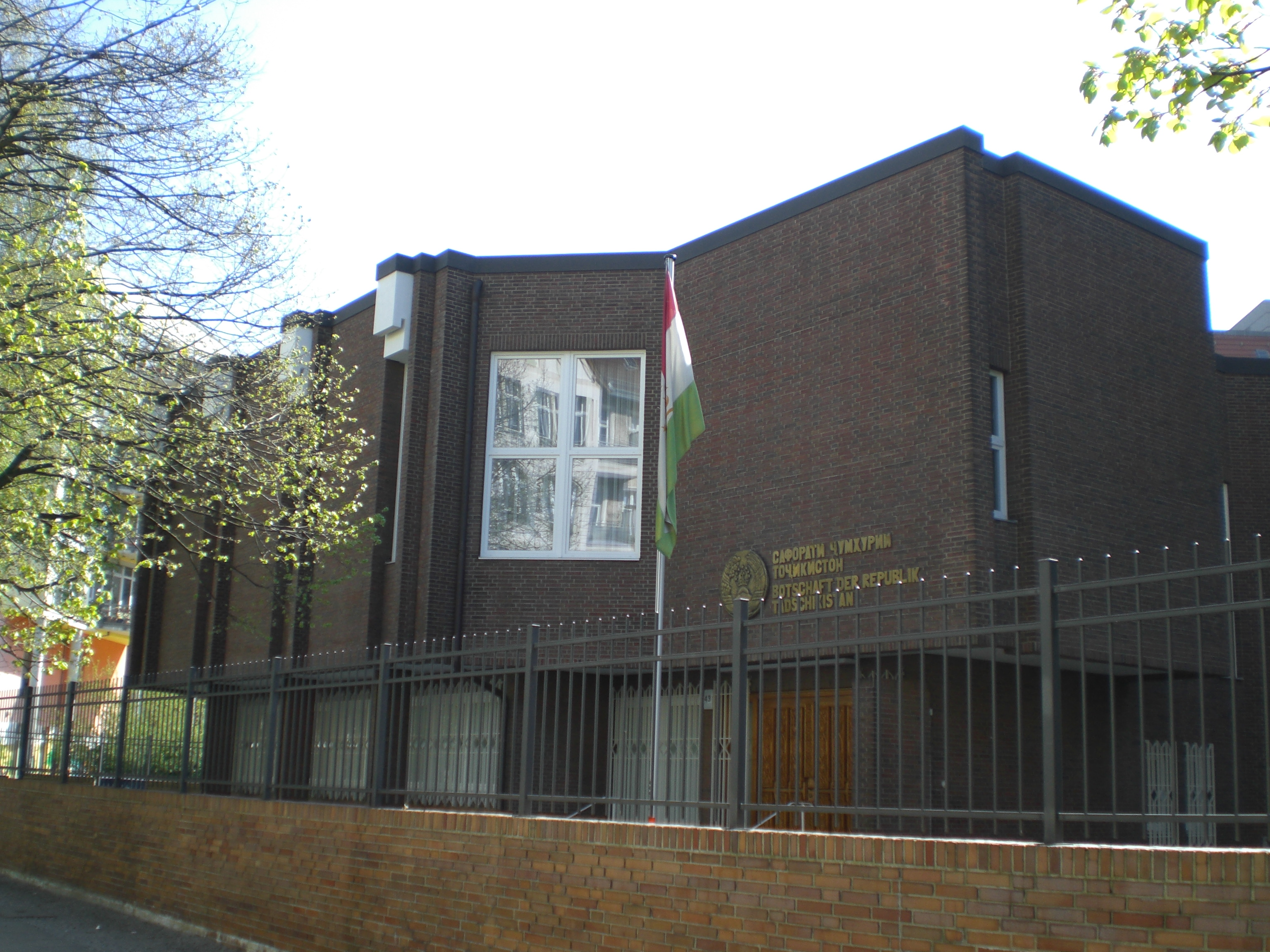
سفارت تاجیکستان در برلین

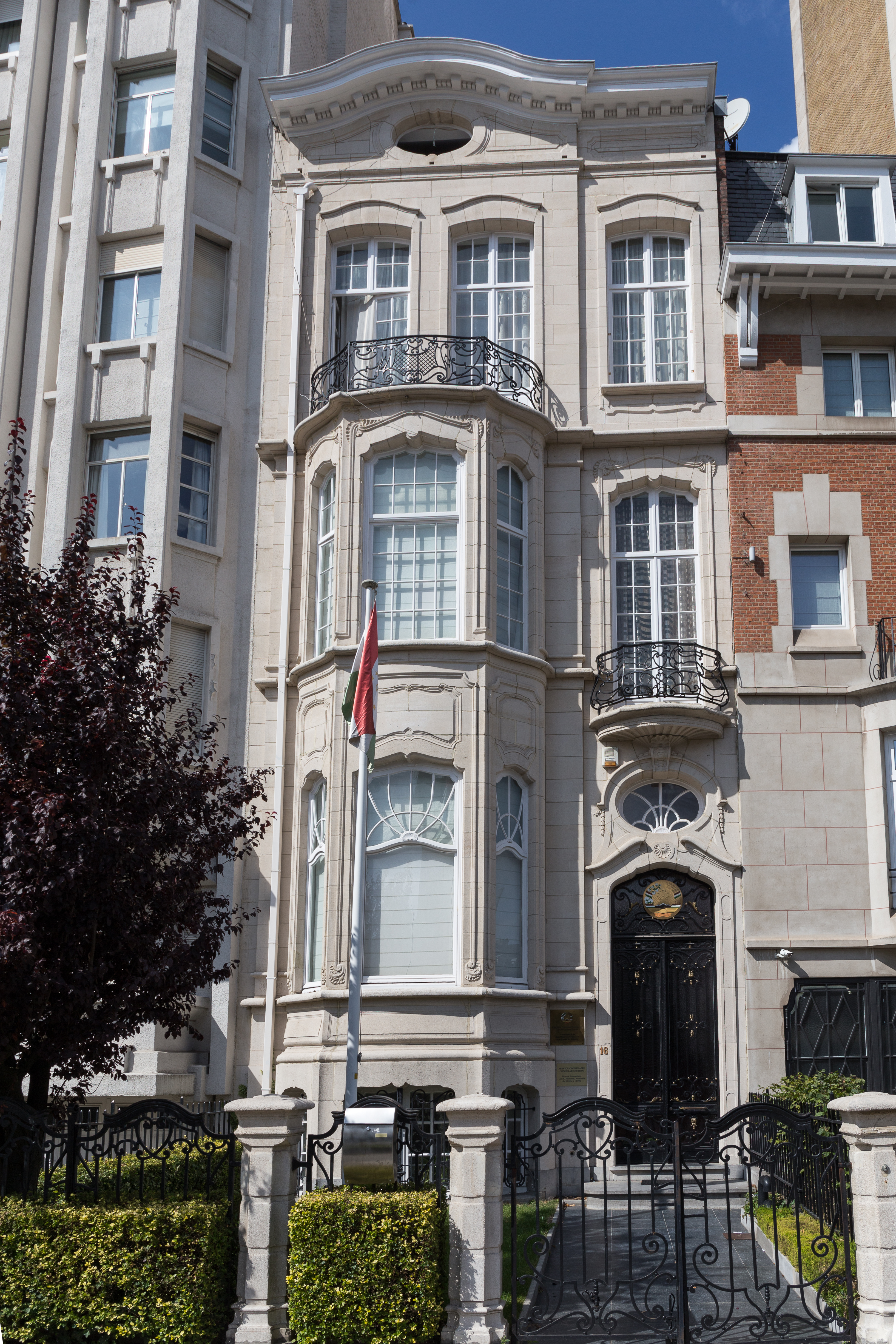
سفارت تاجیکستان در بروکسل

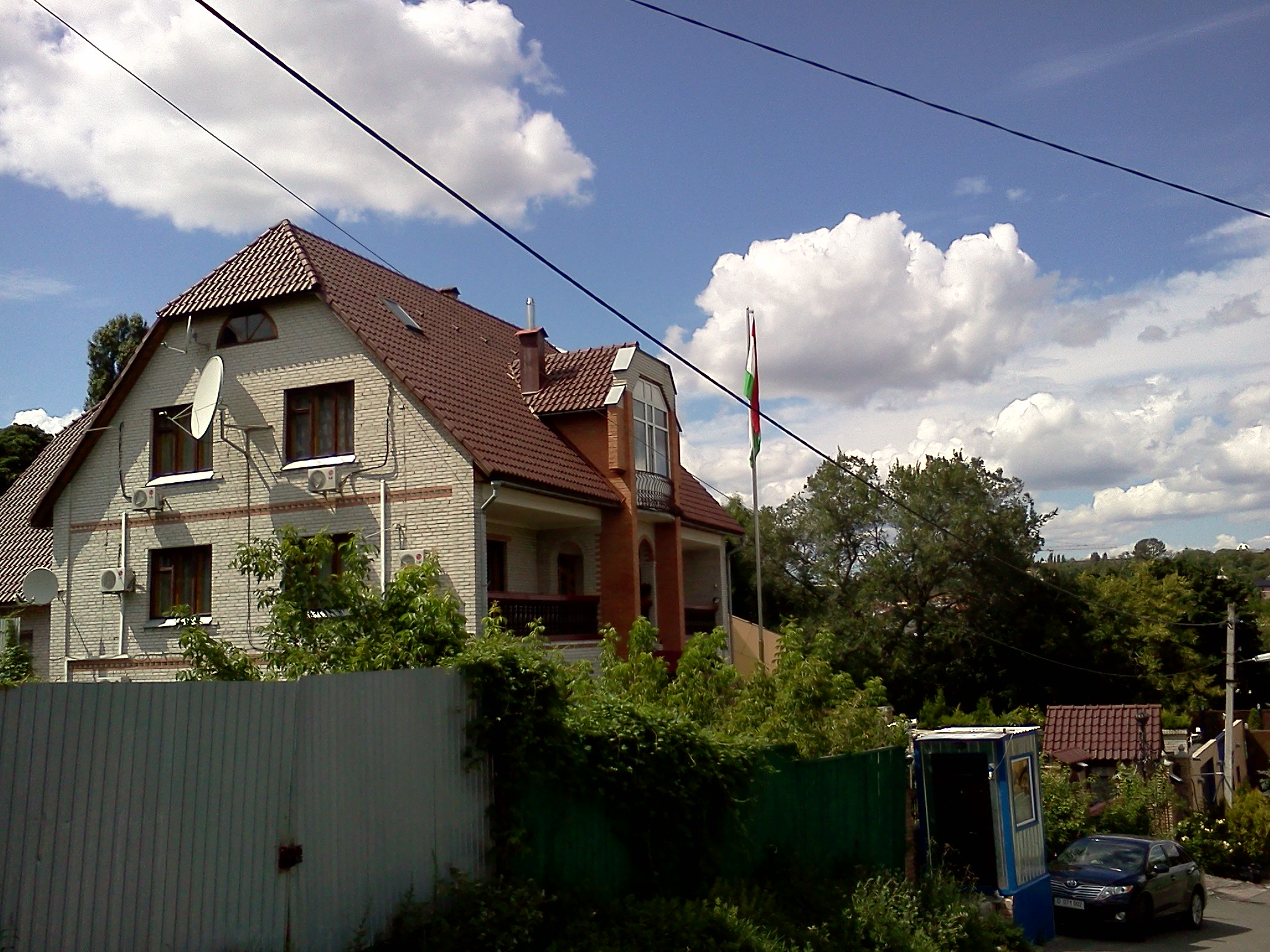
سفارت تاجیکستان در کیف

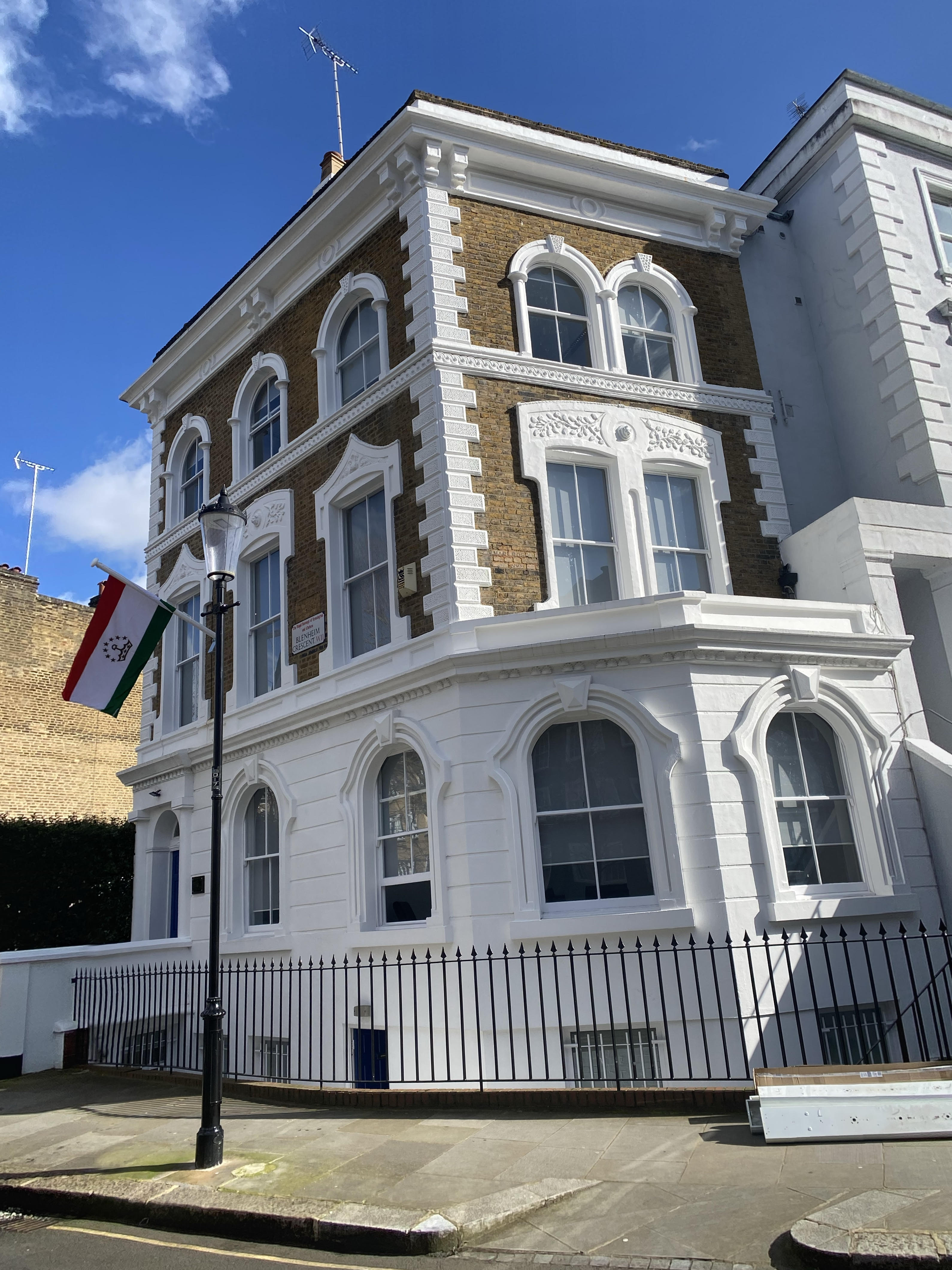
سفارت تاجیکستان در لندن

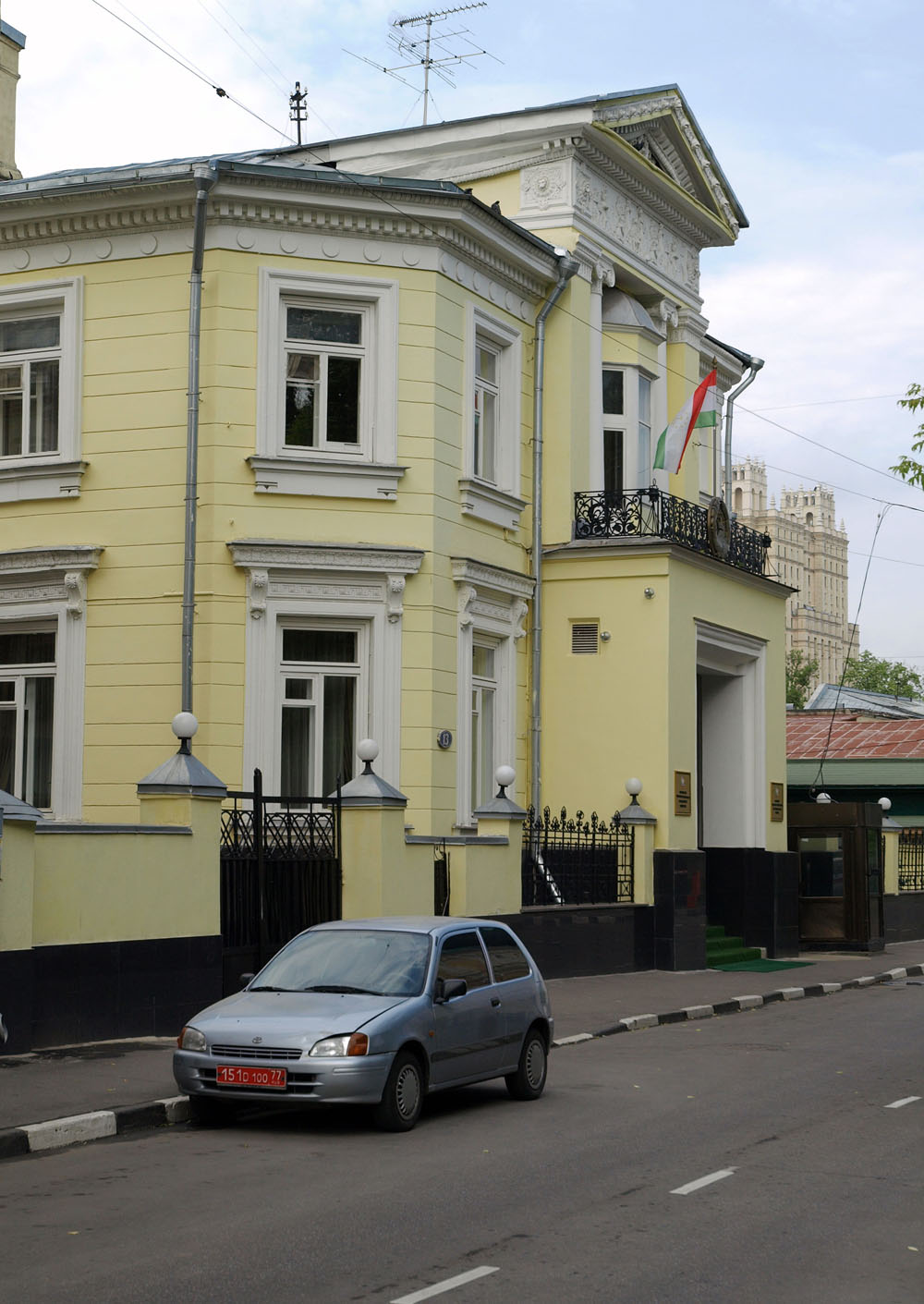
سفارت تاجیکستان در مسکو

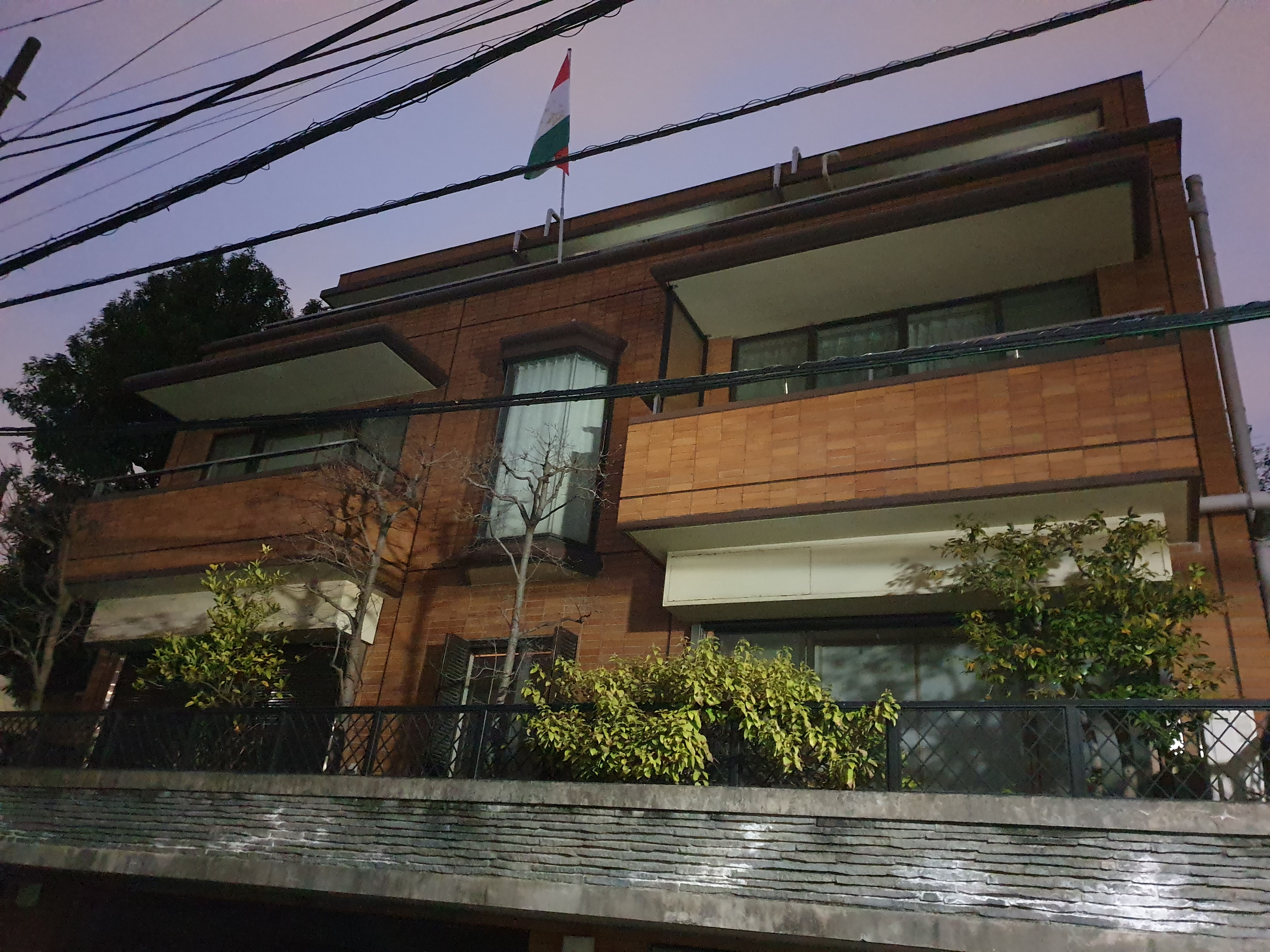
سفارت تاجیکستان در توکیو

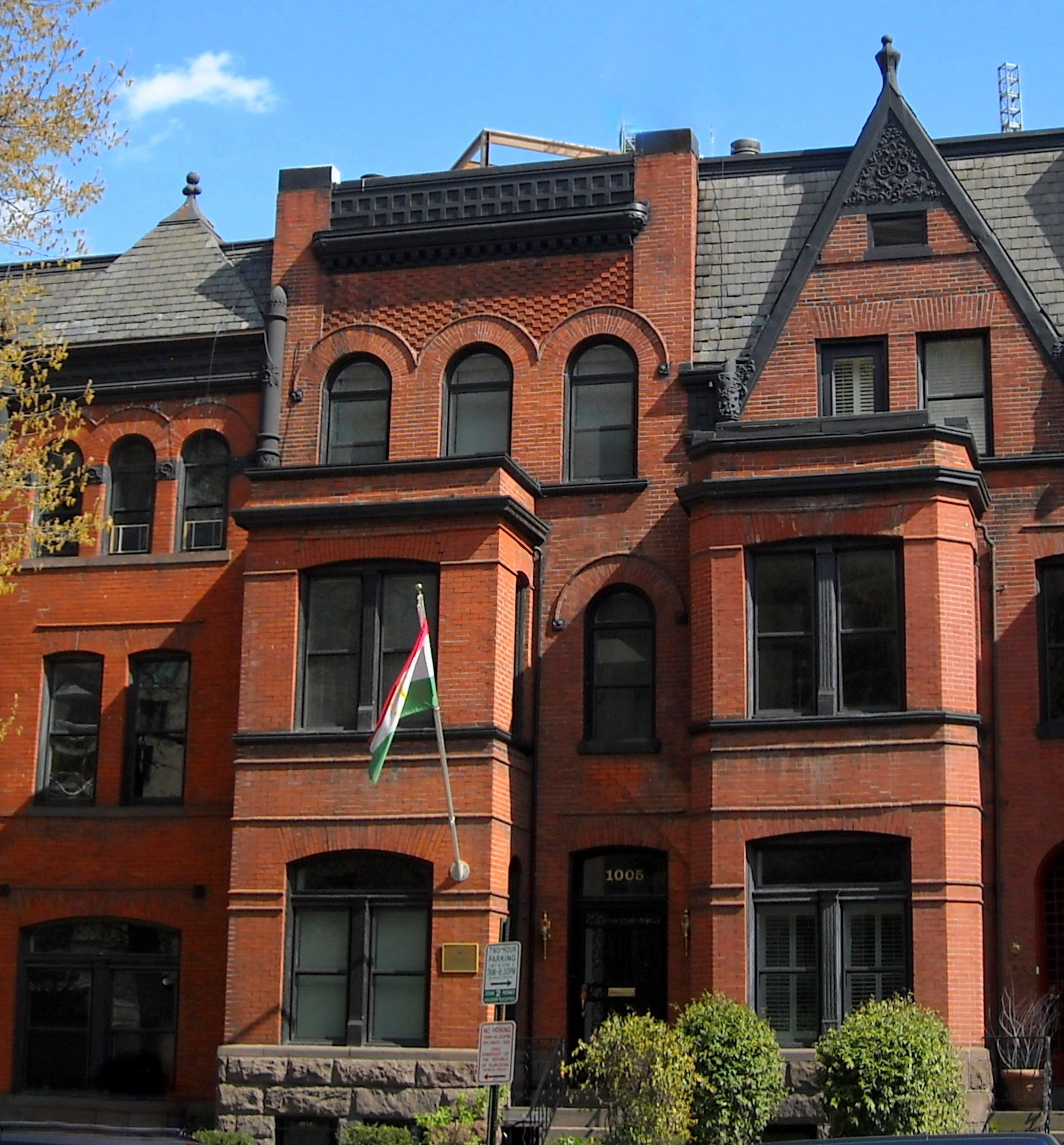
سفارت تاجیکستان در واشینگتن دی‌سی

- مصر
  - قاهره (سفارت)

## آمریکا
- ایالات متحده آمریکا
  - واشینگتن، دی.سی.

## آسیا
- افغانستان
  - کابل (سفارت)
  - مزار شریف (کنسول‌گری)
  - فیض‌آباد (کنسول‌گری)
- جمهوری آذربایجان
  - باکو (سفارت)
- چین
  - پکن (سفارت)
- هند
  - دهلی نو (سفارت)
- ایران
  - تهران (سفارت)
- ژاپن
  - توکیو (سفارت)
- قزاقستان
  - نورسلطان (سفارت)
  - آلماتی (کنسول‌گری کل)
- کویت
  - کویت (شهر) (سفارت)
- قرقیزستان
  - بیشکک (سفارت)
- مالزی
  - کوالا لامپور (سفارت)
- پاکستان
  - اسلام‌آباد (سفارت)
- قطر
  - دوحه (سفارت)
- عربستان سعودی
  - ریاض (سفارت)
- کره جنوبی
  - سئول (سفارت)
- ترکیه
  - آنکارا (سفارت)
  - استانبول (کنسول‌گری کل)
- ترکمنستان
  - عشق‌آباد (سفارت)
- امارات متحده عربی
  - ابوظبی (سفارت)
- ازبکستان
  - تاشکند (سفارت)

## اروپا
- اتریش
  - وین (سفارت)
- بلاروس
  - مینسک (سفارت)
- بلژیک
  - بروکسل (سفارت)
- فرانسه
  - پاریس (سفارت)
- آلمان
  - برلین (سفارت)
- روسیه
  - مسکو (سفارت)
  - سن پترزبورگ (کنسول‌گری کل)
  - نووسیبیرسک (کنسول‌گری کل)
  - یکاترینبورگ (کنسول‌گری کل)
  - اوفا (کنسول‌گری کل)
- سوئیس
  - ژنو (سفارت)
- اوکراین
  - کی‌یف (سفارت)
- بریتانیا
  - لندن

## سازمان‌های چندجانبه
- سازمان ملل متحد
  - نیویورک (نماینده دائم در سازمان ملل متحد)